# Požegrmac
Požegrmac (em cirílico: Пожегрмац) é uma vila da Sérvia localizada no município de Priboj, pertencente ao distrito de Zlatibor, na região de Stari Vlah. A sua população era de 149 habitantes segundo o censo de 2011.

## Demografia
| 1948 | 1953 | 1961 | 1971 | 1981 | 1991 | 2002 | 2011 |
| ---- | ---- | ---- | ---- | ---- | ---- | ---- | ---- |
| 412  | 461  | 458  | 401  | 343  | 277  | 188  | 149  |